# ダニーボーイに耳をふさいで
「ダニーボーイに耳をふさいで」（ダニーボーイにみみをふさいで）は1976年4月5日に発売された甲斐バンドの4枚目のシングル。

## 概要
オリコン最高85位。 オリジナル・アルバム未収録。ベスト盤『甲斐バンド・ストーリー』はバージョン違いが収録されている。
カップリングは『ガラスの動物園』に収録されているが、シングル・バージョンとなっている。

## 収録曲
- 全作詞・作曲・編曲：甲斐よしひろ

1. ダニーボーイに耳をふさいで
ストリングスアレンジ：乾裕樹
2. 昨日鳴る鐘の音 （Single Version）